# Dome Fuji (forskningsstation)
Dome Fuji (Japanska: ドームふじ基地 Dōmu Fuji Kichi) är en japansk forskningsstation på Dome C i Dronning Maud Land i Antarktis. Den etablerades i januari 1995, och används som sommarstation av det japanska polarforskningsinstitutet  National Institute of Polar Research (NIPR). 
Stationen består av åtta byggnader med en sammanlagd yta på 407 m², och har en kapacitet på 15 personer. Stationen ligger cirka hundra mil söder om den större japanska forskningsstationen Syowa. Vid Dome Fuji utförs ett stort program med borrning av iskärnor. Man har hämtat upp mer än 700 000 år gammal is från 3000 meters djup. Även atmosfäriska observationer utförs. 